# PF-98
Súng chống tăng kiểu 98 (tiếng Trung: 98式反坦克火箭筒, viết tắt PF-98) là vũ khí chống xe tăng dùng đạn phản lực. Đây là thế hệ tiếp theo của các loại súng không giật kiểu 65 và 78, do công ty Norico chế tạo theo đơn đặt hàng quân đội Trung Quốc.
PF-98 có thể đặt trên giá 3 chân hoặc vác vai. Ống phóng có đường kính 120 mm, bọc sợi thủy tinh, nặng chưa đến 10 kg. Nó được trang bị thiết bị quang học nhìn đêm. Một hệ thống PF-98 đầy đủ, loại trang bị cho tiểu đoàn, còn bao gồm một thiết bị quang học điện tử nhìn đêm có tầm nhìn 500 m, một máy tính điều khiển, một thiết bị đo cự lý bằng laser và màn hình LED. Các thiết bị cho phép đo tự động cự ly và tính toán đường đạn rồi hiển thị trên màn hình LED cho xạ thủ thấy. Với loại trang bị cho đại đội, thiết bị quang học là ống nhòm zoom 4x có tầm nhìn 300 m. Máy tính tính toán đầu của mục tiêu di động và báo thành một điểm sáng trên thiết bị ngắm cho xạ thủ thấy. Giá 3 chân cho loại trang bị cho tiểu đoàn cho phép ống phóng quay xung quanh 3600, nghếch lên 300 và chúc xuống 60. Giá 3 chân cho loại trang bị cho đại đội nhỏ hơn.
Đạn sử dụng là loại đạn phản lực chống tăng dùng thuốc nổ mạnh (HEAT) có 2 đầu đạn và ngòi nổ hẹn giờ điện tử. Nhờ đó nó có thể tiêu diệt các phương tiện bọc thép có lớp giáp phản ứng nổ và có khả năng xuyên giáp 800 mm nếu bắn trúng vuông góc từ cự ly 800 m. Ngoài ra PF-98 có thể bắn loại đạn nổ đa năng với khoảng 120 mạnh đạn được tạo ra khi nổ. Loại đạn này có khả năng xuyên giáp dày 400 mm nếu bắn trung với góc nghiêng dưới 550 và các mảnh đạn văng ra sẽ tiêu diệt chiến sĩ đối phương trong xe.